# Sultan Bahu
Sultan Bahu (pendjabi : سُلطان باہُو (Shahmukhi), ਸੁਲਤਾਨ ਬਾਹੂ (Gurmukhi), (1630 (?) - 1691), est un mystique soufi penjabi, également poète et historien. Il était actif dans la région du Penjab (Pakistan actuel) sous les règnes des empereurs moghols Shah Jahan et Aurangzeb, .
On lui doit plus d'une quarantaine de livres sur le soufisme (la plupart écrits en persan), traitant en grande partie d'aspects particulier de l'islam et de la mystique islamique. Cependant, c'est sa poésie, écrite elle en penjabi, qui est devenue particulièrement populaire et lui a valu une renommée durable. Ses vers sont chantés dans de nombreux genres de musique soufie, y compris le qawwali et le Kafi (en).

## Biographie
On sait peu de choses sur sa vie, à part quelques informations figurant dans une hagiographie intitulé Manâqib-i Sultâni, écrite par Sultan Hamid, un parent et descendant de Bahu, sept générations après lui,.
Selon ce texte, il est né à Shorkot, Jhang, dans l'actuelle province du Penjab au Pakistan ,. Toutefois, la date de sa naissance est incertaine, car elle n'est mentionnée par aucune source (sources qui s'accordent en revanche sur la date de sa mort). Mais sachant qu'il est décédé à 63 ans lunaires, il a dû naître en 1630.
Son père, Bayazid Muhammad, était un sayyid et un homme cultivé, membre de la tribu Awan, et sa mère se nommait Râsti. C'était une femme pieuse et posée, et c'est elle qui donna à l'enfant le nom de Bahu (persan : باھُو), soit « uni à Dieu » (ba, avec; hu, lui, c'est-à-dire, ici, Allah). Il lui en était d'autant plus reconnaissant qu'en ajoutant un point sous le b (ب) de bâ, on obtient la lettre yâ (ي), ce qui transforme son nom en yâ Hu (Ô Lui), ce qui, au Penjab, constitue un nom de Dieu aussi important et efficace que la syllabe Aum en Sanskrit,. La famille de Bahu était tenue en estime par l'empereur Shâh Jahân qui anoblit le père. Par la suite, Aurangzeb eut le même sentiment envers Sultan Bahu qui, sans que l'on sache vraiment pourquoi, ne semble pas s'être beaucoup soucié de l'empereur.
Sultan Bahu eut quatre épouses (trois musulmanes et une hindoue), qui lui donnèrent huit fils, mais il prit également dix-sept maîtresses.

### Formation

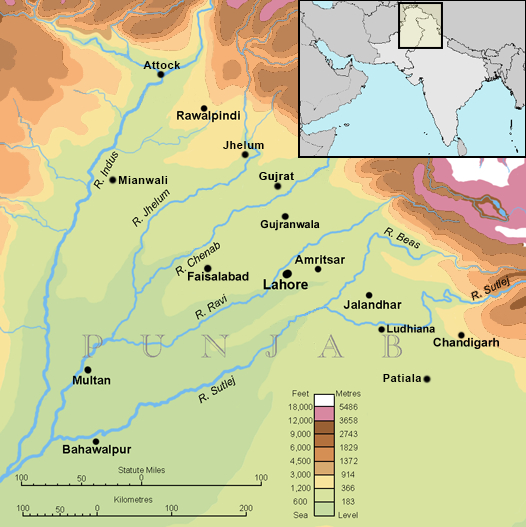
Carte du Penjab, région dans laquelle vécut Sultan Bahu.

Le premier professeur de Sultan Bahu fut sa mère, Mai Râsti. Selon les hagiographies, alors qu'il était marié et père, il aurait souhaité qu'elle devienne son maître spirituel (pîr), mais elle refusa, arguant qu'une femme ne pouvait tenir ce rôle. Elle poussa son fils à chercher des conseils spirituels auprès de Shah Habib Gilani. Vers 1668, Sultan Bahu se rendit avec ses épouses et ses enfants auprès de Hazrat Habîb-ullâh Qâdiri, dans une localité nommée Baghdad, sur les bords de la rivière Râvi. Mais très vite, il se montra supérieur à son maître dans le domaine des Karamat (en) (pouvoirs surnaturels), si bien que celui-ci envoya son élève à Delhi auprès de Syed Abdul Rehman Jilani Dehlvi (en), un saint soufi membre de la Qadiriyya.

### Fin de vie
Après cela, Sultan Bahu est retourné au Pendjab, région qu'il n'a plus quittée jusqu'à sa mort, le premier de jumâda al-thâni 1102 / 1er mars 1691,.

#### Sépulture

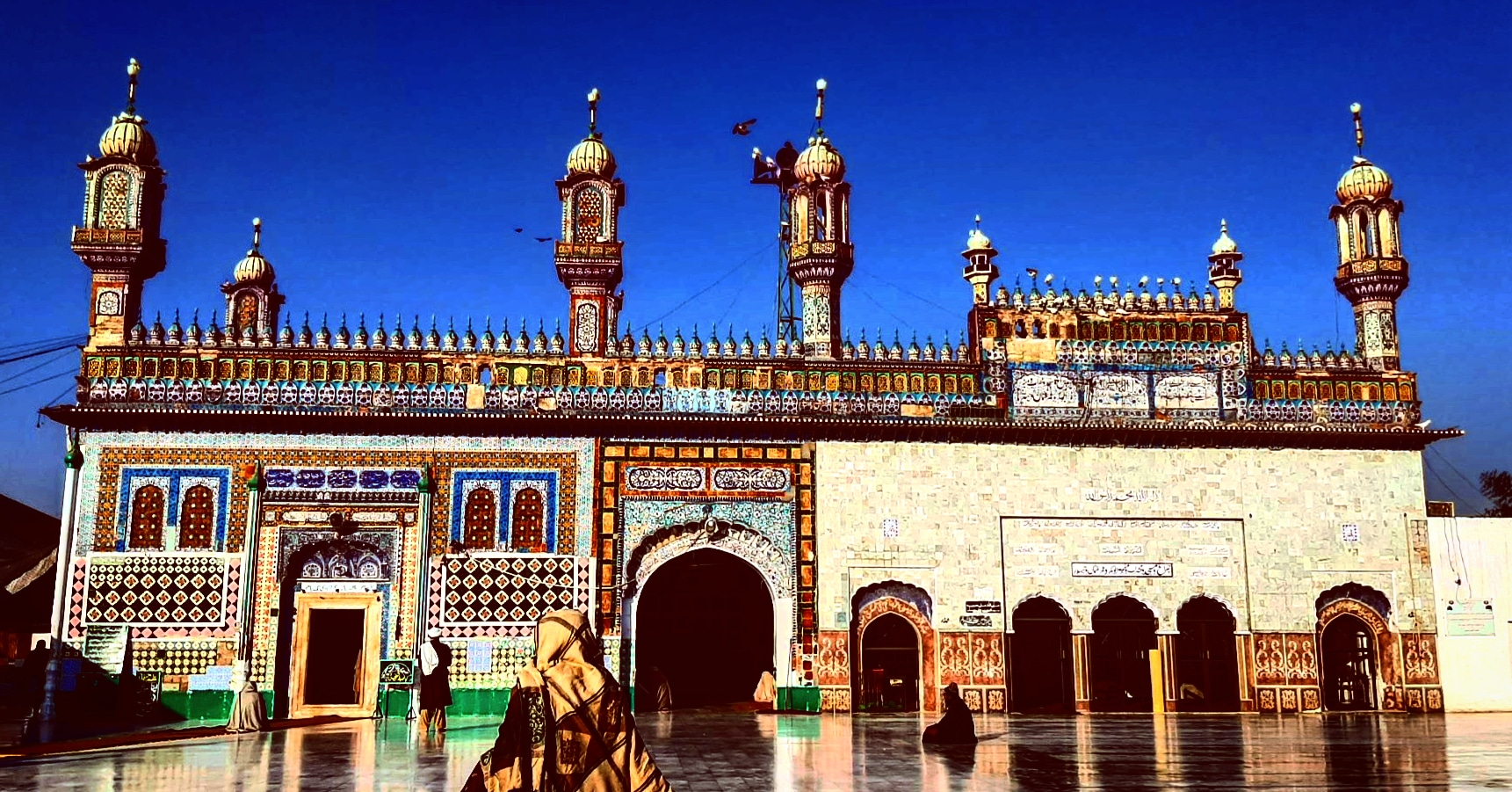
Sanctuaire de Sultan Bahu près de Jhang, Pakistan.

Le sanctuaire de Sultan Bahu se trouve à Garh Maharaja, au Pendjab. Il a été construit à l'origine sur le lieu de sépulture de Bahu, mais un changement de cours du Chenab survenu en 1775 a contraint à le déplacer. Toutefois, selon le témoignage de personnes présentes au moment de sa réinstallation, le corps était encore intact à cette époque. L'actuel sanctuaire est très populaire, et le festival annuel de l'Urs commémorant la mort de Bahu y est célébré avec une grande ferveur le premier jeudi du mois de jumâda al-tâni, les gens venant de loin pour se joindre aux célébrations, .
Sultan Bahu avait également l'habitude de tenir un Urs annuel pour la commémoration des martyrs de Karbala pendant les dix premiers jours du mois de muharram. Cette tradition existe encore, jour et chaque année, des milliers de pèlerins visitent le sanctuaire de Sultan Bahu pendant cette période.

### Lignée spirituelle

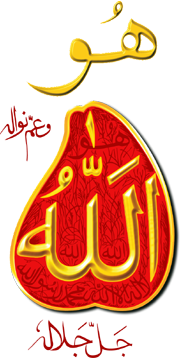
Ism-e-Allah zât. Au-dessus huwa (Lui) et dans la forme rouge Allah: Il est Dieu.

Bahu a appartenu à la confrérie soufie de la Qadiriyya, et a poursuivi cette tradition en la renommant Sarwari Qadiriyya, et cela pour éviter les faux maîtres qui voulaient reprendre la confrérie Qadiriyya à leur nom. Sultan Bahu voulait ainsi ramener les vrais adeptes dans la vraie tradition.
Cet ordre est aussi connu sous le nom de Qadiriyaa Sultaniyya, et il s'est répandu dans la partie occidentale du sous-continent indien. S'il suit largement les enseignements de la Qadiriyya, il ne connaît pas de code vestimentaire spécifique, et n'exige pas d'isolement ou d'autres exercices prolongés (contrairement à d'autres branches de la Qadiriyya) . Sa philosophie principale est la contemplation de l'amour de Dieu.
Selon Sultan Bahu,, 

« Sarwari Qadri est la voie mystique que le Saint Prophète [Mahomet] m'a accordée. Il m'a fait prêter serment d'allégeance et m'a ordonné de guider les hommes d'Allah avec courage. Après m'avoir béni (...) [il] m'a confié à Shaikh Abdul Qadir Jilani. Il m'a également (...) ordonné de donner des conseils spirituels aux gens. Par la suite, par sa grâce, j'ai gratifié chaque chercheur que j'ai guidé physiquement ou spirituellement. Ainsi, par l'intermédiaire de l'Ism-e-Allah Zât [le Nom d'Allah est son Essence] et de l'Ism-e-Mohammad [le Nom de Mahomet], j'ai conféré à tous les chercheurs la présence de l'Assemblée mohammadienne. Cela s'est fait sans qu'il y ait de lutte ou d'invocation. Alors, il n'y avait pas de voile entre Allah et ce chercheur, et il voyait l'Ism-e-Allah Zât partout où il regardait. »

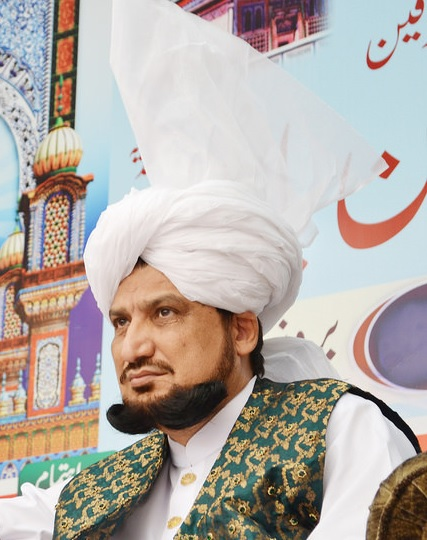
Sultan Mohammad Najib-ur-Rehman, actuel maître spirituel de la Sarwari Qadiriyya.

Par la suite, la tradition, qui commence avec Mahomet suivi par Ali Ibn Abi Talib, puis Abd al-Qadir al-Jilani (15e génération) et Sultan Bahu (25e génération) s'est poursuivie jusqu'à ce jour, Sultan Mohammad Najib-ur-Rehman, étant le trente-et-unième maître de la lignée.

## Œuvre
On ne connaît pas le nombre exact de livres écrits par Sultan Bahu, mais on suppose qu'il doit y avoir au moins une centaine de titres; certaines sources parlent de cent quarante ouvrages, rédigés en persan ou en arabe , sauf Abyat-e-Bahu (« les vers de Bahu ») qui est en vers penjabi. Mais il s'agit en fait de pièces disséminées (et pas de l'œuvre poétique dans son entier) conservées par différentes personnes, avant d'être réunies en un ouvrage. Ces vers sont souvent repris par les qawwalis lors des cérémonies de l'urs.
Une quarantaine de ces titres portent sur le soufisme et la mystique islamique.

### LeSiharfi
Sultan Bahu a aussi laissé un long Siharfi (« Alphabet doré ») en penjabi. Il s'agit d'un genre littéraire qui semble propre au Penjab, et qui consiste en un acrostiche sur l'alphabet. Il s'agit moins d'un poème court que d'une série de tels poèmes. En général, dans la littérature soufie, le siharfi vise à louer le Bien-Aimé (Dieu) et ses attributs. Le Siharfi de Bahu est long parce que chaque lettre de l'alphabet donne lieu à un, deux ou quatre poèmes. Par ailleurs, il est particulièrement connu parce que chacun de ses vers se termine par l'exclamation hu (Lui). Voici à titre d'exemple le premier texte de cette œuvre: 

« Alif: Allah est comme la plante de jasmin que le maître a planté dans mon cœur — ô Hu!
Par l'eau et le jardinier de la négation et de la déclaration positive, elle reste proche de la veine jugulaire et de partout — ô Hu!
Elle répandit son parfum à l'intérieur, quand approcha le moment de la floraison — ô Hu!
Longue vie au maître plein de mérite, dit Bahu, qui a planta cette plante — ô Hu! »

Annemarie Schimmel note que ces vers font allusion à la méditation du nom divin (Allah) que le pîr a planté dans le cœur du soufi. L'eau de la négation et de l'affirmation sont le la et le illa de la shahada que l'on répète durant le dhikr, tandis que la veine jugulaire est une allusion à Coran, Qâf, 16 : « Nous [Allah] sommes plus près de lui [l'homme] que la veine de son cou », le tout étant intégré dans une métaphore végétale. Schimmel comprend aussi que le dhikr des Qadiri, avec les deux parties de la shahada, fait croître la présence de Dieu dans le cœur, si bien que Lui, la fleur odorante, est plus proche de l'homme que sa veine jugulaire.

### Divan
Par ailleurs, si la poésie de Bahu est d'abord connue par le Siharfi, il a aussi composé un Divan en persan, mais son persan reste marqué par les modèles de la poésie populaire en penjabi. Mais cela ne l'empêche pas de reprendre des thèmes et même des tournures de grands auteurs persans comme Jalâl al-Dîn Rûmi ou Hafez.
Ces vers étaient sans doute destinés à être chantés, ce qui explique les répétitions fréquentes, mais aussi certaines rimes peu soignées, ou encore des libertés grammaticales. Syntaxe et vocabulaire doivent parfois se plier au rythme envoûtant de vers qui chantent l'amour divin, chose qui ne facilite pas la tâche des traducteurs. L'auteur exprime d'abord les épanchements de son cœur, son désir du Bien-aimé. Ce n'est donc pas la poésie d'un penseur mais celle d'un homme qui exprime les secrets de son cœur.

### Style
La poésie de Sultan Bahu, rédigée dans le penjabi parlé dans la région de Jhang, est marquée par un style simple, sans prétention, libre de tout caractère artificiel. Cependant, cette simplicité évite la vulgarité. Ses poèmes ont été surtout populaires parmi ses disciples, même s'ils méritent de toucher une audience plus large.

## Pensée
À en juger par sa poésie, Sultan Bahu a dû faire partie de l'école philosophique du soufisme, bien qu'il ait caché cette appartenance derrière un voile d'orthodoxie. Il se peut que, voyant le sort  peut-être en raison de la méfiance d'Aurangzeb vis-à-vis du soufisme. En outre, il était considéré comme un saint, et en tant que maître spirituel objet de vénération, il ne jouissait pas d'une pleine liberté d'expression. Il différait en cela de son jeune contemporain Bulleh Shah; en outre, il ne partageait pas certaines idées de ce dernier, comme la croyance dans le karma et la réincarnation. Par ailleurs, sa philosophie panthéiste n'était pas toujours très ferme, ce qui explique son penchant les plaisirs charnels et la vie dans le luxe — choses que l'on retrouvait dans sa vie privée.